# دیدیه سناک
دیدیه سناک (فرانسوی: Didier Sénac‎؛ زادهٔ ۲ اکتبر ۱۹۵۸) بازیکن سابق فوتبال اهل فرانسه است.
از باشگاه‌هایی که در آن بازی کرده‌است می‌توان به باشگاه فوتبال لن، باشگاه فوتبال بوردو و باشگاه فوتبال تولوز اشاره کرد.